# 葛耀君
葛耀君（1958年6月—），上海人，中国桥梁结构专家，同济大学教授，曾任国际桥梁与结构工程协会主席。

## 生平
葛耀君于1983年毕业于同济大学建筑工程分校路桥系。1986年获同济大学硕士学位。此后在上海城市建设学院（1985年以同济大学建筑工程分校为基础建立）任教。1997年获同济大学博士学位。1996年上海城市建设学院并入同济大学后，他历任同济大学副教授、教授、工程技术研究中心主任、土木工程防灾国家重点实验室副主任、主任等职。
葛耀君获得过国家自然科学奖二等奖、国家技术发明二等奖、国家科技进步奖二等奖、国际桥梁与结构工程协会杰出结构奖（卢浦大桥，2008年）、国际桥梁维护与安全协会林同炎奖章（2016年）、国际风工程协会达文波特奖（2022年）等奖项。他担任过中国土木工程学会常务理事、中国空气动力学会理事、中国振动工程学会理事、国际风工程协会执委等职。2019年至2022年间任国际桥梁与结构工程协会主席，是该协会历史上首位出任主席职务的中国学者。